# 개선문 (1978년 영화)
"개선문"은 한국에서 제작된 김응천 감독의 1978년 영화이다. 진유영 등이 주연으로 출연하였고 박종찬 등이 제작에 참여하였다.

## 출연

### 주연
- 진유영
- 김보미
- 이계인
- 장순자

## 기타
- 조명: 정덕규
- 녹음: 이영길
- 미술: 김유진